# Wolfisheim
Wolfisheim – francuska miejscowość i gmina w regionie Grand Est, w departamencie Dolnego Renu.
Według danych na rok 1990 gminę zamieszkiwały 2674 osoby, a gęstość zaludnienia wynosiła 480 osób/km² (wśród 903 gmin Alzacji Wolfisheim plasuje się na 93. miejscu pod względem liczby ludności, natomiast pod względem powierzchni na miejscu 453.).